# Xestopelta gracillima
Xestopelta gracillima är en stekelart som först beskrevs av Otto Schmiedeknecht 1926.  Xestopelta gracillima ingår i släktet Xestopelta och familjen brokparasitsteklar. Arten är reproducerande i Sverige. Inga underarter finns listade i Catalogue of Life.